# Sony Ericsson W810i
Sony Ericsson W810 (còn gọi là W810i hay W810c) là chiếc điện thoại di động được chế tạo bởi Sony Ericsson, nó là phiên bản tiếp theo của W800.

## Tính năng
W810i là chiếc điện thoại nghe nhạc thuộc dòng Walkman Tính năng của nó có phần tương tự như W800 nhưng có một vài cải tiến như sử dụng 4 băng tầng, hỗ trợ công nghệ truyền tải dữ liệu không dây EDGE, độ phân giải của màn hình được cao hơn. Tuy nhiên, pin của W810 lại yếu hơn đôi chút so với Sony Ericsson W800.
Một vài tính năng khác phải kể đến của máy như hỗ trợ trình duyệt internet, camera kỹ thuật số với độ phân giải lên đến 2 mega pixel - tự động lấy nét, tai nghe âm thanh nổi HPM-70, bộ nhớ trong vào khoảng 20 MB, đồng thời máy có khe cắm thẻ nhớ Memory Stick PRO Duo (tối da 4 GB). Bên cạnh đó, tính năng nghe nhạc của máy chỉ có thể hoạt động khi tất cả các ứng dụng phải được tắt hoàn toàn, tính năng này cũng cho phép chiếc điện thoại có thể được sử dụng chỉ như một chiếc máy nghe nhạc Walkman thông thường tại những nơi không cho phép sử dụng điện thoại như sân bay, bệnh viện,... W810i còn hỗ trợ nhiều định dạng nhạc như MP3, AMR, MIDI, IMY, EMY, WAV và AAC, máy còn hỗ trợ xem phim MPEG-4 và 3GP.

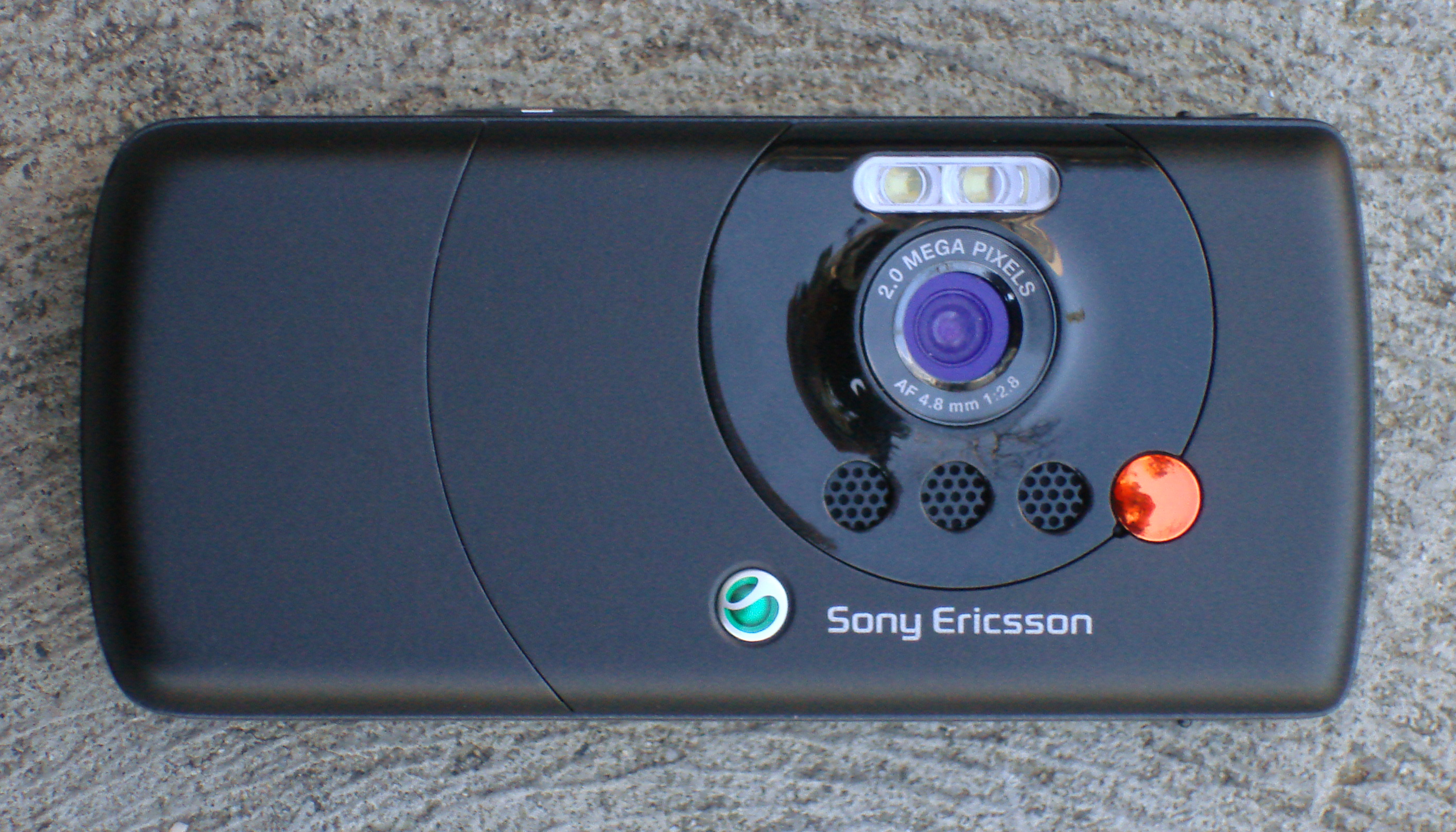
Mặt sau của Sony Ericsson W810i

## Tên gọi và phân phối
Sony Ericsson W810 sử dụng tên gọi W810i tại thị trường châu Âu, Trung Đông, châu Phi, châu Á Thái Bình Dương và Bắc Mỹ. Tên gọi W810c được dùng tại Trung Quốc đại lục. W810 được ra mắt lần đầu tiên vào tháng 4 năm 2006. Phiên bản màu trắng được giới thiệu vào ngày 20 tháng 6 cùng năm. Hiện tại, mẫu điện thoại này đang được phân phối bởi AT&T tại thị trường Hoa Kỳ và O2 tại Anh quốc.

## Chi tiết
Màn hình
- 176x220 pixel
- TFT 262,144 màu

Bộ nhớ
- Bộ nhớ trong 20MB
- Hỗ trợ kèm theo thẻ nhớ 512MB Sony Memory Stick PRO Duo (có thể nâng cấp tối đa 4 GB)

Mạng
- GSM 850
- EDGE
- GSM 900
- GSM 1800
- GSM 1900

Vỏ màu
- Đen huyền
- Trắng

Kích thước
- 100 x 46 x 19 mm
- 3.9 x 1.8 x 0.7 inches

Nặng
- 99 gr
- 3.5 oz

Camera
- 2 Mega Pixels
- AF 4.8 mm 1:2.8